# Dana Powell
Dana Powell, född 1974 i Springfield, Missouri, USA, är en amerikansk skådespelare och komiker. Hon är bland annat känd för att ha spelat Pam Tucker, Cams syster, i Modern Family.

## Filmografi

### Filmer
| År   | Titel       | Roll                 | Notering |
| ---- | ----------- | -------------------- | -------- |
| 2011 | Bridesmaids | Flygvärdinnan Claire |          |

### TV-serier
| År        | Titel                   | Roll            | Notering    |
| --------- | ----------------------- | --------------- | ----------- |
| 2005      | Reno 911!               |                 | 2 avsnitt   |
| 2008      | Emily's Reasons Why Not | Mindy Saline    | 3 avsnitt   |
| 2009      | Kath & Kim              | Holly           | 1 avsnitt   |
| 2009      | Brainstorm              | Alison          |             |
| 2010      | Svetlana                |                 | 1 avsnitt   |
| 2011      | Lycka till Charlie!     | Nancy           | 1 avsnitt   |
| 2011–2013 | Suburgatory             | Rhonda          | 6 avsnitt   |
| 2012      | The Office              | Megan           | 1 avsnitt   |
| 2012      | Bob's Burgers           | Karen           | 1 avsnitt   |
| 2012      | Två panka tjejer        | Shana           | 2 avsnitt   |
| 2013      | Arrested Development    |                 | 1 avsnitt   |
| 2013      | Hello Ladies            | Employee        | 1 avsnitt   |
| 2013–2019 | Modern Family           | Pameron Tucker  | 14 avsnitt  |
| 2014      | Veep                    | Kelly           | 2 avsnitt   |
| 2014      | Det var inte jag        | Brenda          | 1 avsnitt   |
| 2014      | Mom                     |                 | 1 avsnitt   |
| 2015      | Clipped                 | Robin Doyle     | 8 avsnitt   |
| 2015      | In-Between              | Agnes McGuire   | 3 avsnittes |
| 2017      | Simma lugnt, Larry!     | Claudia         | 1 avsnitt   |
| 2018      | Black-ish               | Marla           | 1 avsnitt   |
| 2018      | The News Tank           | Donna Power     | 1 avsnitt   |
| 2019–2020 | The Good Place          | Paula           | 3 avsnitt   |
| 2020      | Saved by the Bell       | Joyce Whitelady | 1 avsnitt   |
| 2021      | Narcos: Mexico          |                 | 1 avsnitt   |
| 2022      | Bilar på väg            | Mato            | 1 avsnitt   |
| 2023      | 9-1-1                   | Carol Sykes     | 1 avsnitt   |